# Dialog výběru souboru

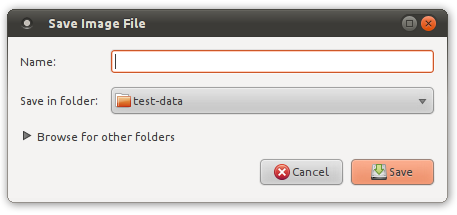
Dialogové okno pro položku v menu „Uložit jako“ z knihovny GTK+. Zobrazení souborů je skryto za expander.

Výběr souboru (anglicky file dialog) je v informatice speciální dialogové okno, tj. ovládací prvek v grafickém uživatelském rozhraní (GUI), který umožňuje vybrat soubor ze souborového systému. Výběr souboru neslouží pro správu souborů (k tomu je určen správce souborů), nýbrž k výběru souboru k dalšímu zpracování nebo pro uložení dat do souboru, například k otevření souboru nebo uložení souboru v textovém editoru. V příkazovém řádku jsou soubory ke zpracování obvykle určeny parametrem, v GUI k tomu slouží dialog výběru souboru.